# Sibirisk eldmård
Sibirisk eldmård (Mustela sibirica) är en art i släktet Mustela som tillhör familjen mårddjur.

## Utseende
Kroppens längd ligger mellan 25 och 39 centimeter och vikten mellan 360 och 820 gram. Sen tillkommer en 13 till 21 cm lång svans. Hanar är något större men tydlig tyngre än honor. Den täta och långa vinterpälsen har en enhetlig gulbrun färg. Sommarpälsen är mörkare, nästan brun, och glesare. Kännetecknande är en mörkbrun ansiktsmask kring ögonen som inte når fram till kinderna, vad som skiljer arten från stäppillern. På varje sida om den svarta näsan förekommer vit päls. Extremiteterna är korta i jämförelse med den långsträckta kroppen. Honor har fyra par spenar.
I norra delen av utbredningsområdet sker bytet till vinterpälsen från och med september och i sydliga regioner byter arten mellan oktober och november till vinterpälsen. I överkäken förekommer per sida 3 framtänder, en hörntand, 3 premolarer och en molar. I underkäken finns ytterligare en molar per sida, alltså 34 tänder i hela tanduppsättningen.

## Utbredning
Den sibiriska eldmården förekommer från Östeuropa till större delar av Asien. Utbredningsområdet går från Rysslands europeiska del österut till Ochotska havet samt söderut till Tibet, Kashmir, Nepal och norra Thailand. Arten förekommer även i Japan och Taiwan. I södra Japan har djuret införts av människan.
Djuret lever i skogar och ofta i närheten av vattendrag. Det förekommer även vid människans boplatser och i landskap med buskar ovanför trädgränsen. Arten vistas i låglandet och i bergstrakter upp till 4 875 meter över havet.

## Levnadssätt
Den sibiriska eldmården lever ensam och är aktiv mellan gryningen och skymningen samt ibland på natten. Som viloplatser tjänstgör håligheter i träd, grottor, bon av andra djur och även byggnader. När djuret jagar använder det sina utmärkt utbildade hörsel- och luktsinnen. De har även bra förmåga att klättra och simma. Vid brist på föda förekommer vandringar.
Liksom andra släktmedlemmar använder arten vätskan från analkörtlarna för att markera reviret, för kommunikationen mellan artfränder och i försvarssyfte.

## Föda
Arten livnär sig av små däggdjur som gnagare eller pipharar. Den äter även fåglar och deras ägg, groddjur, fiskar, insekter och kadaver. Under hösten ingår frön från arter av tallsläktet i födan.

## Fortplantning
Parningstiden infaller under senare hälften av vintern eller på våren. Flera hanar strider för rätten att para sig med en hona. Efter en trettio dagars lång dräktighet föder honan mellan april och juni två till tolv ungdjur (i genomsnitt fem). Ungdjuren är blinda och öppnar ögonen efter en månad. Efter ytterligare en månad slutar honan att ge di. I augusti lämnar ungarna sin mor. I naturen ligger medellivslängden vid två år. Enskilda individer i naturen kan bli fem år och i fångenskap åtta år gamla.

## Sibirisk eldmård och människa
Djuret äter ibland tamhöns men huvudsakligen är människor positivt inställda till den sibiriska eldmården då den äter olika gnagare som betraktas som ohyra. Ibland jagas arten för sin päls men beståndet är inte hotat och arten listas av IUCN som livskraftig (LC). Vinterpälsen från svansen används till exempel för penslar.
Sibirisk eldmård är ovanlig i djurparker. Den hölls till exempel i Dresden, Poznań och nära staden Warminster i England. I dessa anläggningar kan hybrider med stäppiller, flodiller eller iller förekomma.